# Crystallodytes cookei
Crystallodytes cookei és una espècie de peix de la família dels creèdids i de l'ordre dels perciformes.

## Descripció
El cos, semblant al d'una anguila, fa 5,8 cm de llargària màxima. 12-43 radis tous a l'aleta dorsal, 22-40 a l'anal, 11-16 a les pectorals i 1 espina i 5 radis tous a les pelvianes. Aleta caudal més o menys truncada. Absència d'escates a tot el cos llevat de la línia lateral.

## Reproducció
Té lloc a prop de la costa, durant tot l'any i entre la tarda i la nit. Els ous són esfèrics, de 0,96-1,08 mm de diàmetre, amb nombroses gotetes d'oli a l'interior (les quals canvien de posició durant el desenvolupament de la larva) i es desclouen al cap de 48 hores més o menys. Les larves són allargades i lleugerament pigmentades.

## Hàbitat i distribució geogràfica
És un peix marí, demersal i de clima tropical, el qual viu al Pacífic oriental central: és un endemisme de les illes Hawaii (com ara, Oahu).

## Observacions
És inofensiu per als humans i el seu índex de vulnerabilitat és baix (10 de 100).